# Amerikansk pitbullterrier
För andra betydelser, se Bullterrier (hundrastyp).
Amerikansk pitbullterrier, ofta populärt pitbull eller pitbullterrier, är en hundras från USA. Den är en terrier av molossertyp som härstammar från brittiska Bull and Terriers som immigranter förde med sig på 1800-talet. Rasen har använts som gårds-, sällskaps- och kamphund. Hundkamper förbjöds i USA år 1900 men har fortsatt i illegal form. Rasen är inte erkänd av American Kennel Club (AKC), Fédération Cynologique Internationale (FCI) eller Svenska Kennelklubben (SKK) men registreras sedan 1898 av den amerikanska kennelklubben United Kennel Club (UKC) och American Dog Breeders Association (ADBA) sedan 1909. I Sverige finns ingen gemensam organisation. 1936 urskiljdes american staffordshire terrier (amstaff) som började registreras av AKC. I ett fåtal länder är pitbullterriern olaglig, bland annat Storbritannien .

## Fysiska egenskaper
Standardstorleken på amerikansk pitbullterrier varierar från medium till stor, med ett viktintervall på 13–41 kg. Den har en kraftig, muskulös byggnad och en kort, slät päls som varierar i färg. Fluktuationen i storlek och färg på Pit Bull beror på att rasen är en blandning mellan olika typer av bulldoggar och terrier.[källa behövs]